# John W. Blanchard
John William Blanchard (1930–2022) war ein britischer Anwalt und Pflanzenzüchter, der als Experte für die Wildarten der Pflanzengattung der Narzissen (Narcissus) gilt.
Er arbeitete in Blandford, Dorset (England) ab 1954 mit seinem Vater Douglas Blanchard (1887–1968) zusammen.
Sein 1990 erschienenes Werk Narcissus: A guide to wild daffodils, unter anderem mit genauen Informationen über die Heimatregionen der Arten, gilt als ein Standardwerk für die Wildarten der Narzissen (Narcissus). Seine Systematik der Wildarten ist nicht streng botanisch, sondern orientiert sich teilweise an der Sicht des Pflanzenzüchters.

## Werk
- John W. Blanchard: Narcissus. A guide to wild daffodils. Alpine Garden Society, St. John’s, Woking 1990, ISBN 0-900048-53-0 (englisch).

## Belege
1. ↑  rhs.org (Memento vom 2. Mai 2007 im Internet Archive), abgerufen am 4. Mai 2024.
2. ↑  Narcissus
3. ↑  genus-narcissus (Memento des Originals vom 13. Oktober 2007 im Internet Archive)  Info: Der Archivlink wurde automatisch eingesetzt und noch nicht geprüft. Bitte prüfe Original- und Archivlink gemäß Anleitung und entferne dann diesen Hinweis.

| Personendaten    | Personendaten                                      |
| ---------------- | -------------------------------------------------- |
| NAME             | Blanchard, John W.                                 |
| ALTERNATIVNAMEN  | Blanchard, John William (vollständiger Name)       |
| KURZBESCHREIBUNG | britischer Pflanzenzüchter und Narzissenspezialist |
| GEBURTSDATUM     | 1930                                               |
| STERBEDATUM      | 2022                                               |